# Famille von Pirch
La famille von Pirch est une ancienne famille noble de Poméranie de la Poméranie ultérieure.

## Histoire
La famille, autrefois également appelée von Pirchen, est arrivée avec l'Ordre teutonique en Poméranie, où elle est mentionnée dans des documents avec plusieurs de ses membres aux XIIIe et XIVe siècles. La lignée commence avec Jasborn Pirscha ou Pyrsza de Bohême, chevalier et général de l'Ordre teutonique. En récompense de ses services, il reçoit en 1299 de l'Ordre les villages de Rettkewitz, Chotzlow et Vitröse près de Lauenbourg en Poméranie-Occidentale. En Poméranie-Occidentale, il est également inféodé aux villages de Nibbanzin ou Wobensin, Noßino (Groß Nossin), Charvarti, Windesparo, Nosincke (Klein Nossin), Gaffert et Wundichow.
Déjà sous ses fils Jeschke et Gützlaff, la famille se divise en deux lignées principales, Lauenbourg et Stolp, du nom des deux arrondissements de Poméranie dans lesquels se trouvent les domaines. Dans la première moitié du XIXe siècle, cette branche de la famille, établie dans l'arrondissement de Lauenbourg-en-Poméranie, possède des biens à Anbendin, Baargeld, Buckowin, Chotzlow, Krampkewitz, Rettkewitz, Saulinke, Tauenzin et Zewitz. La famille von Pirch produit des officiers importants au fil des générations, dont la majorité appartient à la lignée de Stolp.

## Armoiries

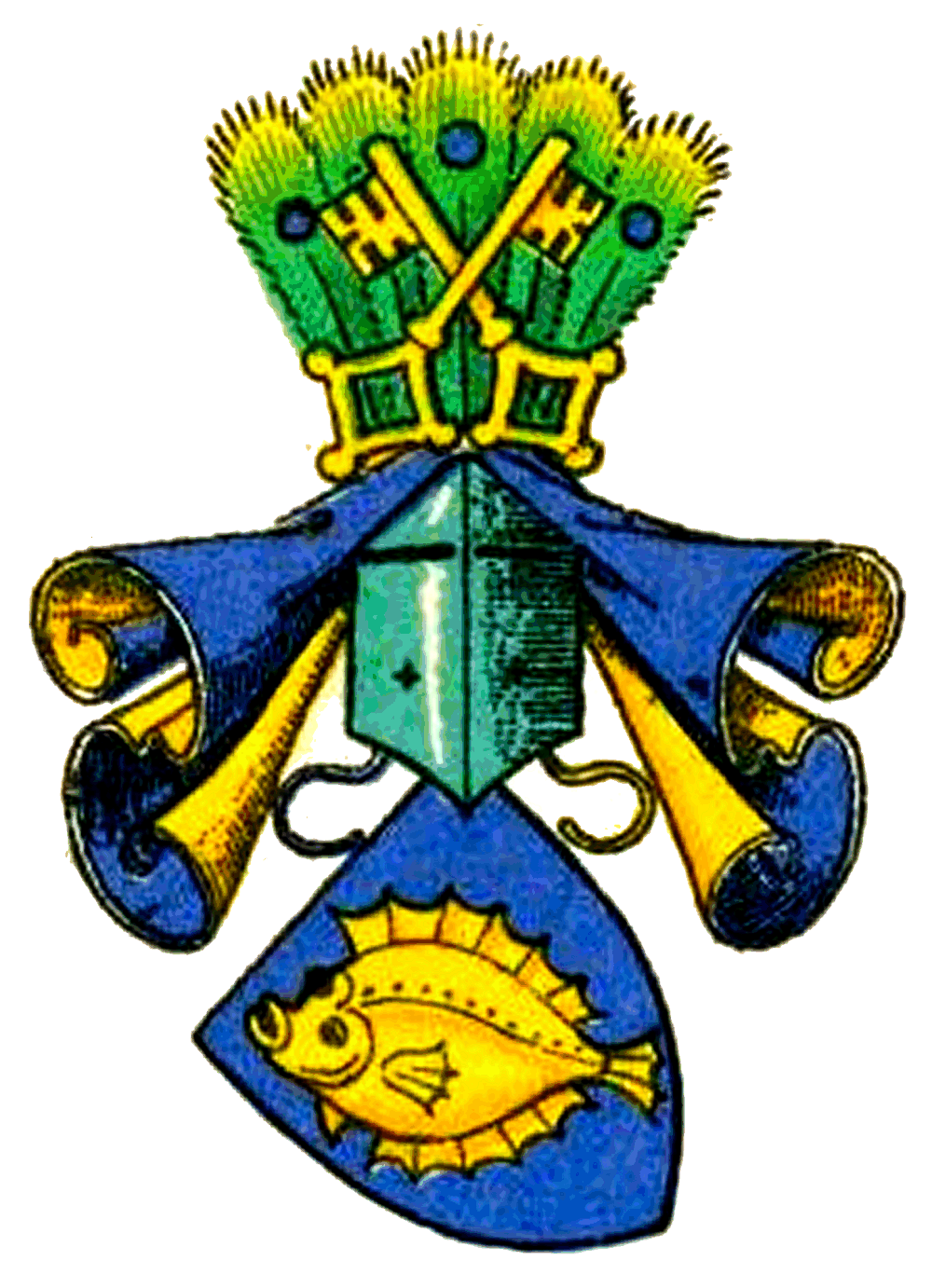
Armoiries de la famille von Pich

Les armoiries de la famille représentent une carpe carassin argentée (ou dorée) en diagonale en bleu. Sur le casque à coques bleu-argent (bleu-or), deux clés dorées (ou bleues) placées dans une croix de Saint-André devant une queue de paon naturelle.

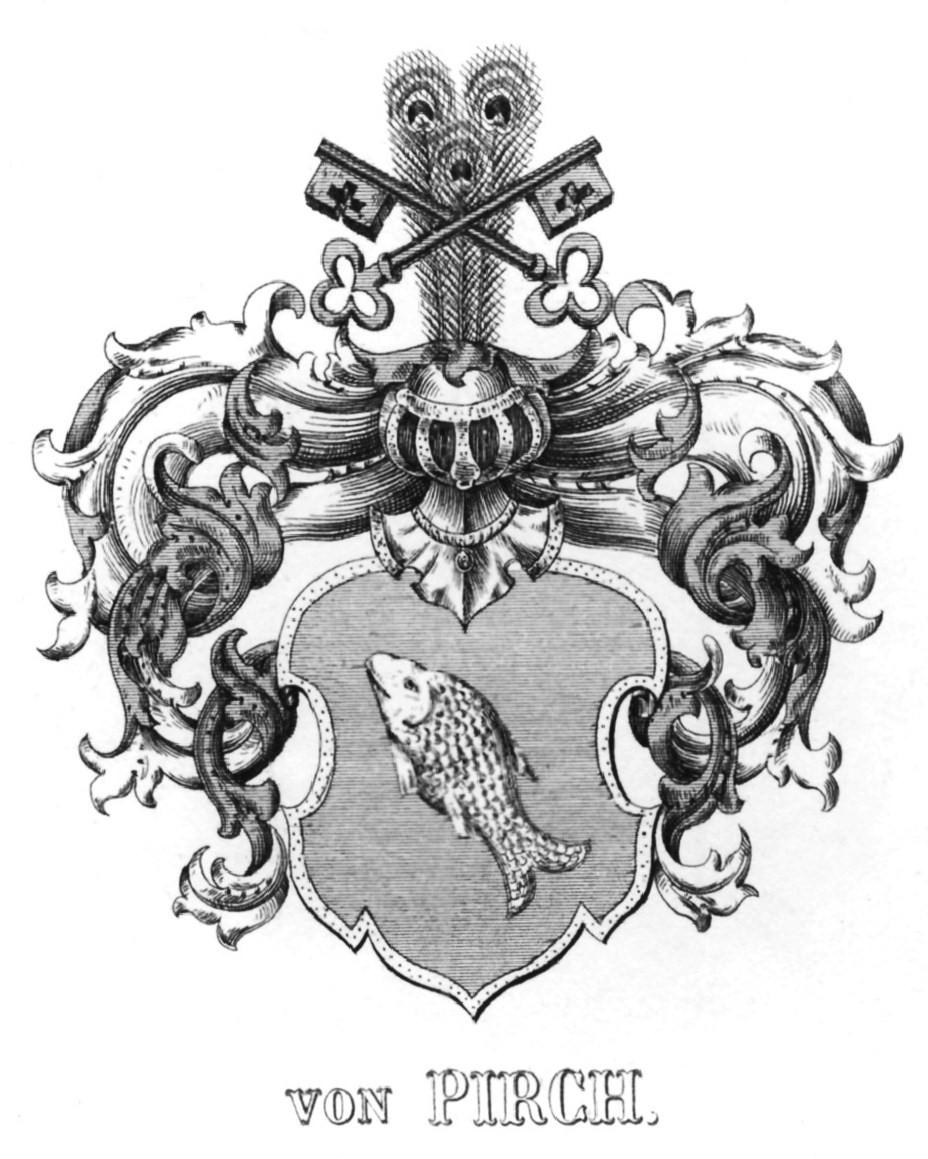
Armoiries de la famille von Pich

## Personnalités
- Michael Lorenz von Pirch (de) (1687–1761), lieutenant général électoral saxon
- Kaspar Franz von Pirch (de) (1689–1745), colonel électoral saxon et chef de régiment
- Dubislav Nikolaus von Pirch (de) (1693–1768), lieutenant général électoral saxon
- Ewald George von Pirch (de) (1728–1797), juriste administratif prussien et président de la cour de Köslin de 1769 à 1797.
- George Lorenz von Pirch (de) (1730–1797), Generalmajor prussien
- Franz Otto von Pirch (1733–1813), General der Infanterie prussien
- Nikolaus Heinrich von Pirch (de) (1736–1808), commandant de Graudenz et Generalmajor prussien
- Johann Ernst von Pirch (de) (1744–1783), Oberst français
- Georg Dubislav Ludwig von Pirch (1763–1838), Generalleutnant prussien
- Otto von Pirch (1765–1824), Generalleutnant prussien
- Christoph Wilhelm Rüdiger von Pirch (de) (1767–1846), Generalmajor prussien
- Otto Ferdinand Dubislav von Pirch (de) (1799–1832), capitaine prussien et écrivain de voyage.